# 마키노 시로
마키노 시로(牧野四郎, 1893년 4월 18일~1945년 8월 10일)는 일본 제국 육군 군인으로 최종 계급은 육군 중장이다. 1944년 필리핀 레이테섬에 배치된 제16사단장을 맡아, 레이테 섬에 상륙한 미군에 저항해 싸우다가 620명의 부하만 남기고 항복한 후 자결한다.

## 약력
- 1893년 4월 18일 가고시마현 히오키군 히가시이치키초(東市来町)에서 출생
- 1910년 7월　구마모토 육군 지방 유년 학교 졸업(제11기)
- 1912년 5월 도쿄 육군 중앙 유년 학교 졸업
- 1914년 5월　육군사관학교 졸업(제26기)

12월 구마모토 제13연대 보병 소위 보병
- 1918년 7월 보병 중위
- 1918년 12월~1922년 11월 육군대학교 입학 및 졸업(34기)
- 1923년 8월 보병 대위
- 1923년 12월 교육총감부
- 1925년 7월　대만 펑후 섬 요새 참모 겸 마코경비대 참모
- 1928년 7월 육군사관학교 교관
- 1930년 8월 보병 소령
- 1931년 12월　근위 보병 제4연대 대대장
- 1932년 12월 육군사관학교 교관
- 1933년 8월 보병 중령 · 육군대학교 兵学 강사
- 1935년 12월　제20사단 고급 참모 (경성)
- 1937년 12월 보병 대령, 육사 교수 부장
- 1938년 8월　보병 제29연대장(무단장성 掖河)
- 1939년 8월　근위사단 사령부
- 1940년 3월 육군 소장 · 제5군 참모장
- 1941년 5월　육군 예과 사관학교 교수부장 및 학교 간사
- 1942년 12월 육군 예과 사관학교장
- 1943년 6월 육군 중장
- 1944년 3월 2일 사관학교 이임식에서 “꽃도, 열매도, 피도 눈물도 있는 무인이 되어라”(이임사, 예과 사관학교 대강당에서 교장 이임 결별 훈사, 아래 참조),
- 1944년 제16사단장
- 1945년 8월 필리핀 레이테섬에서 사단 파괴의 책임을 지고 자결

"내가 적탄에 쓰러지면, 내 살을 먹고, 피를 마셔 양식으로 삼고, 마지막 한 병사까지 레이테섬을 사수하라“ (사수 훈사) 향년 52세